# Adelboden
Adelboden är en ort och kommun i distriktet Frutigen-Niedersimmental i kantonen Bern, Schweiz. Kommunen har 3 410 invånare (2023). Orten är belägen i Bernalperna på 1 350 meter över havet.
Före distriktsreformen i kantonen Bern den 1 januari 2010 tillhörde Adelboden amtsbezirk Frutigen.
Adelboden är kur- och vintersportort som har en omfattande turistnäring. Orten har en mineralvattensfabrik.